# Peng Xiaomin
Peng Xiaomin (chiń. 彭小民; pinyin Péng Xiǎomín; ur. 8 kwietnia 1973) – chiński szachista, arcymistrz od 1996 roku.

## Kariera szachowa
W drugiej połowie lat 90. należał do ścisłej czołówki chińskich szachistów. W 1998 zdobył złoty medal w indywidualnych mistrzostwach swojego kraju, jak również – w Rotterdamie – tytuł akademickiego wicemistrza świata. W latach 1994–2000 czterokrotnie wystąpił na szachowych olimpiadach (w tym raz na I szachownicy), a w 1993 w drużynowych mistrzostwach świata, na których zdobył złoty medal za indywidualny wynik na III szachownicy. Trzykrotnie (1997, 1999, 2000) brał udział w pucharowych turniejach o mistrzostwo świata, najlepszy wynik osiągają w roku 2000 w New Delhi, gdzie awansował do III rundy (w której przegrał z Piotrem Swidlerem).
Do sukcesów Peng Xiaomina w turniejach międzynarodowych należą m.in.: dz. I m. w Qingdao (1999, wspólnie z Đào Thiên Hải, Bu Xiangzhi i Wu Wenjinem), dz. III m. w Shenyangu (za Ye Jiangchuanem i Aleksiejem Driejewem, wspólnie z Michałem Krasenkowem), dz. III m. w Szanghaju (2000, za Michałem Krasenkowem i Ye Jiangchuanem, wspólnie z Wiktorem Bołoganem) oraz zdobycie brązowego medalu w indywidualnych mistrzostwach Azji (Udajpur 2000).
Najwyższy ranking w karierze osiągnął 1 lipca 2000, z wynikiem 2657 punktów zajmował wówczas 29. miejsce na światowej liście FIDE, jednocześnie zajmując 3. miejsce (Ye Jiangchuanem i Xu Junem) wśród chińskich szachistów).